# Charles Winslow
Charles Winslow (n. 1 august 1888, Queenstown, Oos-Kaap, Eastern Cape, Africa de Sud – d. 15 septembrie 1963, Johannesburg, Africa de Sud) a fost un jucător de tenis sud-african, medaliat olimpic. A participat la 2 ediții ale Jocurilor Olimpice (1912, 1920) în care a câștigat două medalii de aur și o medalie de bronz.